# ウェルカム・ドールハウス
『ウェルカム・ドールハウス』（Welcome to the Dollhouse）は、1995年製作のアメリカ合衆国の映画である。トッド・ソロンズ監督のデビュー作。
著名評論家のロジャー・イーバートとピーター・トラヴァースは本作を1996年度の年間トップ10に選んでいる。

## ストーリー
ニュージャージー州の郊外に住むドーンは7年生。分厚い眼鏡をかけているし、成績もイマイチ。学校ではチアリーダー達にいじめられ、先生たちもドーンに辛くあたり、家に帰れば妹ばかりえこひいきされるという毎日。

## キャスト
- ヘザー・マタラッツォ：ドーン・ウィーナ
- エリック・メビウス：スティーヴ・ロジャース
- ブレンダン・セクストン・Jr：ブランドン
- ダリア・カリーニナ：ミッシー・ウィーナ
- ヴィクトリア・デイヴィス：ロリータ
- グリスティーナ・ブルカト：クッキー
- グリスティーナ・ヴィダル：シンシア
- ケン・レオン：バリー

## 受賞歴
- インディペンデント・スピリット賞
  - 作品賞
  - 監督賞
  - 助演男優賞（マシュー・フェイバー）
  - 新人俳優賞（ヘザー・マタラッツォ）（ブレンダン・セクストン・Jr）受賞
- サンダンス映画祭
  - グランプリ受賞